# Moken
I moken (traslitterato anche mawken o morgan) sono un gruppo etnico facente parte della famiglia degli austronesiani. Sono in totale due o tre migliaia di individui stanziati nei territori marittimi di Birmania e Thailandia. Parlano il moken, che fa parte delle lingue austronesiane. Il termine 'moken' è proprio del loro idioma. In Birmania sono chiamati selong o anche salon, mentre in Thailandia sono conosciuti come chao ley ossia cittadini del mare (in cui chao indica l'appartenenza ad una nazione e ley mare).

## Distribuzione
Vivono prevalentemente nelle isole dell'arcipelago di Mergui, al largo delle coste meridionali della Birmania, e in quelle situate lungo la costa occidentale della Thailandia, nel mare delle Andamane. La quantificazione e la distribuzione precisa della popolazione è resa difficile dal suo carattere nomade e dall'assenza di un censimento: buona parte dei membri dell'etnia sono privi di documenti e della cittadinanza. In totale, gli zingari del mare in Thailandia sono stimati in 12.000 individui, che oltre ai Moken comprendono le etnie dei moklen e degli urak lawoi.

## Stile di vita ed economia
Sono noti anche con l'appellativo di zingari del mare, che deriva dalla loro abitudine di spostarsi alla maniera nomade da un'isola all'altra su imbarcazioni in legno fatte a mano chiamate kabang, sulle quali passano la maggior parte del loro tempo. Si stabiliscono usualmente sulla terraferma solo nella stagione dei monsoni. Vivono principalmente con i proventi della pesca e della raccolta di molluschi, crostacei ed altre specie marine che si procurano grazie alla loro abilità nelle immersioni subacquee in apnea, riuscendo ad arrivare fino a 20 metri di profondità. Uno studio di un'università svedese evidenzia come la visibilità subacquea dei bambini moken sia doppia rispetto a quella dei bambini europei.
Altre attività dell'etnia sono la caccia e raccolta nelle foreste ed una scarsa agricoltura di sussistenza, basata in prevalenza su alberi da frutta. I moken hanno sempre vissuto in maniera semplice, lavorando appena il necessario per procurarsi il pesce che barattano per pagarsi il carburante per le barche, il riso, i vestiti ed attrezzi in ferro, tralasciando altre attività. Non erano abituati ai problemi che si sono presentati negli ultimi anni, ed il forte consumo di alcolici sia tra gli uomini che tra le donne contribuisce a distoglierli dal cercare una soluzione a tali problemi.
Negli anni 2000 si è consolidata la progressiva integrazione di una buona parte dei moken nella società birmana e soprattutto in quella thailandese. Sono aumentati gli insediamenti fissi, dotati di infrastrutture come ad esempio le scuole. Il nucleo familiare risiede in tali villaggi dove i pescatori fanno ritorno dopo più o meno brevi battute di pesca. Questi moken hanno acquisito tecniche di pesca moderne, mentre quelli che sono rimasti legati alla tradizionale vita tribale catturano le prede trafiggendole con lance o arpioni. Sia uomini che donne sono esperti nella navigazione, gli uomini sono apprezzati per le imbarcazioni che costruiscono e le donne per le stuoie che fanno intrecciando le foglie di pandanus. Con l'introduzione nei mercati di prodotti a basso costo, i moken hanno abbandonato altre attività come quella del fabbro e della fabbricazione di vasellame. Gli animali domestici comprendono i cani, che li aiutano nelle battute di caccia, il pollame ed alcuni rari gatti.

## Storia
Si presume che siano migrati dal sud della Cina circa 4.000 anni fa e siano giunti nelle isole dove vivono ora dopo aver circumnavigato la Malesia ed essersi separati da altri migranti.

### Sfruttamento dei moken
Anticamente, nei periodi trascorsi a terra le attività prevalenti dei moken erano il commercio coi mercanti cinesi e la caccia; negli ultimi decenni, lo sfruttamento operato ai loro danni da britannici, giapponesi, thai e birmani ne hanno cambiato le abitudini. Sono stati forzati a pagare tasse, cacciati dalle zone ricche di pesce dai pescatori di frodo e dalle zone dove vendevano i loro prodotti, obbligati a lavorare in miniera o in fabbrica, imprigionati per mancanza di documenti di identità. I mercanti cinesi li hanno sfruttati rendendoli dipendenti dall'oppio e, negli ultimi decenni, sia le autorità thai che quelle birmane hanno provato a confinarli in parchi nazionali come attrazione per i turisti.
Altri problemi che rendono problematica la vita dell'etnia sono quelli demografici. I frequenti decessi occorsi durante le immersioni, gli eccessivi controlli della Guardia Costiera Birmana e la conseguente difficoltà di spostarsi per cercare una moglie hanno comportato un calo della popolazione. Dei 2.500 moken che verso la metà degli anni novanta solcavano i mari birmani ne erano rimasti all'incirca un migliaio nel 2005. Si è stimato che nel settembre del 2012 la popolazione totale dei moken fosse di circa 2.000 individui.

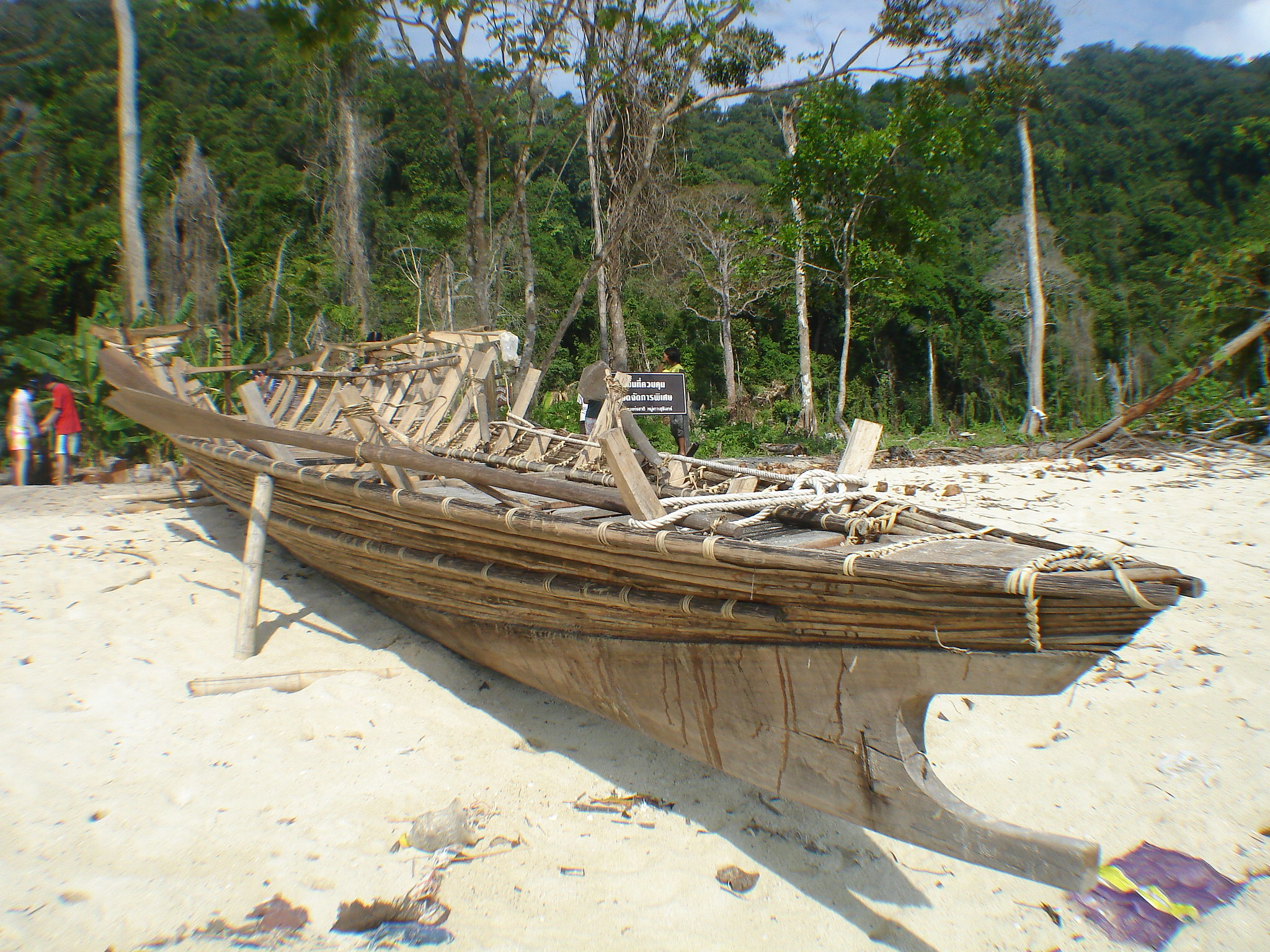
La kabang dei moken

### Integrazione nella società
Il crescente sfruttamento del mare delle Andamane operato negli anni 2000 da grandi compagnie che hanno monopolizzato il mercato ittico ha costretto una parte dei moken a rinunciare alla propria attività e ad integrarsi nelle società birmane e thai. I bambini sono stati accettati nelle scuole pubbliche, malgrado siano privi della cittadinanza, e gli adulti spesso vengono assoldati dai pescatori thai e birmani per compiere i lavori più rischiosi in mare, come ad esempio immersioni a condizioni di estremo disagio. Molti si sono trasferiti sulla terraferma thailandese, dove l'espansione delle strutture turistiche ha inquinato le acque e reso difficile la pesca, costringendo molti giovani a cercare impiego nell'edilizia o in strutture turistiche. Si è cominciato così a perdere l'identità culturale e a far proprie le peggiori abitudini dei ragazzi thai, come cominciare a rubare o ad usare droghe sintetiche.
In parallelo il contatto con la cultura thai ha risvegliato l'amor proprio e l'ingegno di alcuni moken, che hanno intrapreso diverse iniziative per salvaguardare la propria cultura ed i propri diritti. Ad esempio hanno organizzato corsi di studio della lingua moken, dopo che i loro bambini hanno imparato la lingua thai nelle scuole e la usano quotidianamente con gli abitanti thai dei villaggi in cui la comunità si è inserita. Alcuni hanno avuto accesso a studi universitari ed hanno potuto dedicarsi ad altre attività propositive. Oltre a quelli che si stanno integrando nella nuova società, ve ne sono molti che continuano il tradizionale stile di vita tribale.

## Religione e credenze
I moken praticano l'animismo basato sul culto degli spiriti e delle forze della natura e sulle pratiche sciamaniche. Particolare importanza rivestono gli spiriti del mare, i cui segnali vengono sempre accolti dai moken con attenzione. Un festival in cui vengono offerti dei sacrifici agli spiriti si tiene nel quinto mese del calendario lunare. I funerali vengono celebrati con canti, danze e largo consumo di alcolici.
L'etnia balzò alle cronache quando vi fu il devastante terremoto e maremoto dell'Oceano Indiano del 2004. Grazie al grande rispetto e all'estrema sensibilità dei moken verso il mare, i membri dell'etnia riuscirono a prevedere il disastro e a mettersi in salvo prima dell'arrivo dello tsunami. Tale evento fu ripreso da alcuni organi di informazione ed ebbe una vasta risonanza internazionale.